# Corratec Vini Fantini
Corratec Vini Fantini (Kod UCI: COR) – włoska zawodowa grupa kolarska założona w 2022. W 2022 zespół należał do dywizji UCI Continental Teams. Od 2023 drużyna znajduje się w dywizji UCI Professional Continental Teams.

## Nazwa grupy w poszczególnych latach
| lata      | nazwa                 |
| --------- | --------------------- |
| 2022–2023 | Team Corratec         |
| 2023      | Corratec Selle Italia |
| od 2024   | Corratec Vini Fantini |

## Sezony

### 2024

#### Skład
| Skład drużyny 2024               | Skład drużyny 2024   | Skład drużyny 2024 | Skład drużyny 2024                             |
| Imię i nazwisko                  | Data urodzenia       | Państwo            | Poprzednia grupa                               |
| -------------------------------- | -------------------- | ------------------ | ---------------------------------------------- |
| Matteo Amella                    | 26 października 2001 | Włochy             | SC Valle Seriana-Cene ASD (2021)               |
| Davide Baldaccini                | 22 maja 1998         | Włochy             | Petroli Firenze-Hopplà-Don Camillo (2021)      |
| Niccolò Bonifazio                | 29 października 1993 | Włochy             | Intermarché-Circus-Wanty (2023)                |
| Valerio Conti                    | 30 marca 1993        | Włochy             | Astana Qazaqstan Team (2022)                   |
| Valentin Darbellay               | 19 listopada 1997    | Szwajcaria         | Team Corratec-Selle Italia (2023)              |
| Antoine Debons                   | 17 lutego 1998       | Szwajcaria         | Philippe Wagner Cycling (2023)                 |
| Alessandro Iacchi                | 26 maja 1999         | Włochy             | Team Qhubeka (2022)                            |
| Jakub Mareczko                   | 30 kwietnia 1994     | Włochy             | Alpecin-Deceuninck (2023)                      |
| Giulio Masotto                   | 14 maja 1999         | Włochy             | Zalf Euromobil Fior (2021)                     |
| Alessandro Monaco                | 4 lutego 1998        | Włochy             | Team Technipes #inEmiliaRomagna (2023)         |
| Marco Murgano                    | 29 marca 1998        | Włochy             | Casillo-Petroli Firenze-Hopplà (2020)          |
| Simone Olivero                   | 29 kwietnia 2001     | Włochy             | Vigor Cycling Team (2021)                      |
| Mark Padun                       | 6 lipca 1996         | Ukraina            | EF Education-EasyPost (2023)                   |
| Andrij Ponomar                   | 5 września 2002      | Ukraina            | Arkéa-Samsic (2023)                            |
| Lorenzo Quartucci                | 5 kwietnia 1999      | Włochy             | Petroli Firenze-Hopplà (2022)                  |
| Kristian Sbaragli                | 8 maja 1990          | Włochy             | Alpecin-Deceuninck (2023)                      |
| Mark Stewart                     | 25 sierpnia 1995     | Wielka Brytania    | Bolton Equities Black Spoke Pro Cycling (2023) |
| Jan Stöckli                      | 8 stycznia 1999      | Szwajcaria         | Team KIBAG-OBOR-CKT (2021)                     |
| Kyryło Carenko                   | 13 października 2000 | Ukraina            | Gallina-Ecotek-Lucchini (2022)                 |
| Etienne van Empel                | 14 kwietnia 1994     | Holandia           | China Glory Continental Cycling Team (2022)    |
| Attilio Viviani                  | 18 października 1996 | Włochy             | Bingoal Pauwels Sauces WB (2022)               |
| Samuele Zambelli                 | 2 kwietnia 1998      | Włochy             | Work Service-Vitalcare-Dynatek (2022)          |
| Roberto González (31 mar–31 gru) | 21 maja 1994         | Panama             | MG.K Vis Colors For Peace (2023)               |
| Alexandre Balmer (14 maj–31 gru) | 4 maja 2000          | Szwajcaria         | Team Jayco AlUla (2023)                        |
|                                  |                      |                    |                                                |
| Źródło: ProCyclingStats          |                      |                    |                                                |

#### Zwycięstwa
| Zwycięstwa | Zwycięstwa                       | Zwycięstwa | Zwycięstwa | Zwycięstwa     | Zwycięstwa |
| Data       | Wyścig                           | Państwo    | Kategoria  | Zwycięzca      |            |
| ---------- | -------------------------------- | ---------- | ---------- | -------------- | ---------- |
| 5 maj      | Circuito del Porto-Trofeo Arvedi | Włochy     | 1.2        | Jakub Mareczko |            |
| 15 maj     | Tour of Greece, 1. etap          | Grecja     | 2.1        | Jakub Mareczko |            |
| 25 maj     | Gran Premio Santa Rita           | Włochy     | 1.2        | Kyryło Carenko |            |
| 4 sie      | Cupa Max Ausnit                  | Rumunia    | 1.2        | Kyryło Carenko |            |
| 27 sie     | Tour of Hainan, 1. etap          | Chiny      | 2.1        | Jakub Mareczko |            |

### 2023

#### Skład
| Skład drużyny 2023                          | Skład drużyny 2023   | Skład drużyny 2023 | Skład drużyny 2023                                      |
| Imię i nazwisko                             | Data urodzenia       | Państwo            | Poprzednia grupa                                        |
| ------------------------------------------- | -------------------- | ------------------ | ------------------------------------------------------- |
| Matteo Amella                               | 26 października 2001 | Włochy             | SC Valle Seriana-Cene ASD (2021)                        |
| Davide Baldaccini                           | 22 maja 1998         | Włochy             | Petroli Firenze-Hopplà-Don Camillo (2021)               |
| Antonio Barać                               | 19 stycznia 1997     | Chorwacja          | Meridiana Kamen (2022)                                  |
| Valerio Conti                               | 30 marca 1993        | Włochy             | Astana Qazaqstan Team (2022)                            |
| Nicolas Dalla Valle                         | 13 września 1997     | Włochy             | Giotti Victoria-Savini Due (2022)                       |
| Stefano Gandin                              | 28 marca 1996        | Włochy             | Zalf Euromobil Fior (2021)                              |
| Alessandro Iacchi                           | 26 maja 1999         | Włochy             | Team Qhubeka (2022)                                     |
| Alexander Konychev                          | 25 lipca 1998        | Włochy             | BikeExchange-Jayco (2022)                               |
| Giulio Masotto                              | 14 maja 1999         | Włochy             | Zalf Euromobil Fior (2021)                              |
| Marco Murgano                               | 29 marca 1998        | Włochy             | Casillo-Petroli Firenze-Hopplà (2020)                   |
| Simone Olivero                              | 29 kwietnia 2001     | Włochy             | Vigor Cycling Team (2021)                               |
| Charlie Quaterman                           | 6 września 1998      | Wielka Brytania    | Philippe Wagner Cycling (2022)                          |
| Lorenzo Quartucci                           | 5 kwietnia 1999      | Włochy             | Petroli Firenze-Hopplà (2022)                           |
| Jan Stöckli                                 | 8 stycznia 1999      | Szwajcaria         | Team KIBAG-OBOR-CKT (2021)                              |
| Veljko Stojnić                              | 4 lutego 1999        | Serbia             | Vini Zabù (2021)                                        |
| Nicolás Tivani                              | 31 października 1995 | Argentyna          | Agrupación Virgen de Fátima-San Juan Biker Motos (2022) |
| Karel Vacek                                 | 9 września 2000      | Czechy             | Tirol KTM Cycling Team (2022)                           |
| Etienne van Empel                           | 14 kwietnia 1994     | Holandia           | China Glory Continental Cycling Team (2022)             |
| Attilio Viviani                             | 18 października 1996 | Włochy             | Bingoal Pauwels Sauces WB (2022)                        |
| Samuele Zambelli                            | 2 kwietnia 1998      | Włochy             | Work Service-Vitalcare-Dynatek (2022)                   |
| Antoine Debons (1 sie–31 gru, stażysta)     | 17 lutego 1998       | Szwajcaria         | Charvieu-Chavagneux IC (2022)                           |
| Kyryło Carenko (1 sie–31 gru, stażysta)     | 13 października 2000 | Ukraina            | Gallina-Ecotek-Lucchini (2022)                          |
| Valentin Darbellay (1 sie–31 gru, stażysta) | 19 listopada 1997    | Szwajcaria         |                                                         |
|                                             |                      |                    |                                                         |
| Źródło: ProCyclingStats                     |                      |                    |                                                         |

#### Zwycięstwa
| Zwycięstwa | Zwycięstwa                    | Zwycięstwa | Zwycięstwa | Zwycięstwa          | Zwycięstwa |
| Data       | Wyścig                        | Państwo    | Kategoria  | Zwycięzca           |            |
| ---------- | ----------------------------- | ---------- | ---------- | ------------------- | ---------- |
| 11 lip     | Tour of Qinghai Lake, 3. etap | Chiny      | 2.Pro      | Davide Baldaccini   |            |
| 14 lip     | Tour of Qinghai Lake, 6. etap | Chiny      | 2.Pro      | Attilio Viviani     |            |
| 23 lip     | Cupa Max Ausnit               | Rumunia    | 1.2        | Nicolás Tivani      |            |
| 8 paź      | Tour of Hainan, 4. etap       | Chiny      | 2.Pro      | Nicolas Dalla Valle |            |

### 2022

#### Skład
| Skład drużyny 2022            | Skład drużyny 2022   | Skład drużyny 2022 | Skład drużyny 2022                              |
| Imię i nazwisko               | Data urodzenia       | Państwo            | Poprzednia grupa                                |
| ----------------------------- | -------------------- | ------------------ | ----------------------------------------------- |
| Matteo Amella                 | 26 października 2001 | Włochy             | SC Valle Seriana-Cene ASD (2021)                |
| Preslav Balabanov             | 9 stycznia 2001      | Bułgaria           |                                                 |
| Davide Baldaccini             | 22 maja 1998         | Włochy             | Petroli Firenze-Hopplà-Don Camillo (2021)       |
| Nicolo De Lisi (1 cze–31 gru) | 7 stycznia 2001      | Szwajcaria         | Beltrami TSA-Tre Colli (2021)                   |
| Stefano Gandin                | 28 marca 1996        | Włochy             | Zalf Euromobil Fior (2021)                      |
| Lorenzo Iacchi                | 4 lipca 2003         | Włochy             | Team Franco Ballerini (2021)                    |
| Luca Marziale                 | 11 stycznia 2002     | Włochy             | Aran Cucine Vejus (2021)                        |
| Giulio Masotto                | 14 maja 1999         | Włochy             | Zalf Euromobil Fior (2021)                      |
| Marco Murgano                 | 29 marca 1998        | Włochy             | Casillo-Petroli Firenze-Hopplà (2020)           |
| Simone Olivero                | 29 kwietnia 2001     | Włochy             | Vigor Cycling Team (2021)                       |
| Jose Pitti                    | 3 lipca 2003         | Panama             |                                                 |
| Dušan Rajović                 | 19 listopada 1997    | Serbia             | Delko (2021)                                    |
| Jan Stöckli (1 lut–31 gru)    | 8 stycznia 1999      | Szwajcaria         | Team KIBAG-OBOR-CKT (2021)                      |
| Veljko Stojnić                | 4 lutego 1999        | Serbia             | Vini Zabù (2021)                                |
| Óscar Téllez (1 sty–23 cze)   | 21 stycznia 2001     | Kolumbia           | Colombia Tierra de Atletas-GW Bicicletas (2021) |
| Manuel Zobrist (1 lut–31 gru) | 8 marca 1997         | Szwajcaria         | Akros-Excelsior-Thömus (2020)                   |
|                               |                      |                    |                                                 |
| Źródło: ProCyclingStats       |                      |                    |                                                 |

#### Zwycięstwa
| Zwycięstwa | Zwycięstwa                                      | Zwycięstwa | Zwycięstwa | Zwycięstwa     | Zwycięstwa |
| Data       | Wyścig                                          | Państwo    | Kategoria  | Zwycięzca      |            |
| ---------- | ----------------------------------------------- | ---------- | ---------- | -------------- | ---------- |
| 17 sty     | Vuelta al Táchira, 2. etap                      | Wenezuela  | 2.2        | Dušan Rajović  |            |
| 11 lut     | Tour of Antalya, 2. etap                        | Turcja     | 2.1        | Dušan Rajović  |            |
| 6 mar      | Trofej Poreč                                    | Chorwacja  | 1.2        | Dušan Rajović  |            |
| 24 cze     | Mistrzostwa Serbii – jazda indywidualna na czas | Serbia     | CN         | Dušan Rajović  |            |
| 26 cze     | Mistrzostwa Serbii – wyścig ze startu wspólnego | Serbia     | CN         | Dušan Rajović  |            |
| 5 lip      | Sibiu Cycling Tour, 3. B etap                   | Rumunia    | 2.1        | Stefano Gandin |            |
| 8 sie      | Tour de Guadeloupe, 4. etap                     | Francja    | 2.2        | Veljko Stojnić |            |